# César López
César López (nascut el 1973) és un músic, compositor, guitarrista i pianista colombià. En 2003, López va fundar el Batallón de Reacción Artística Inmediata, que involucra diversos músics i activistes que busquen alternatives a la violència que ha plagat a Colòmbia durant molts anys. El grup concentra principalment els seus esforços a la ciutat de Bogotà. Quan se l'informa, és àmpliament conegut que el grup es reuneix immediatament per a tocar per les víctimes directament afectades per la violència dins del país.
És oficialment un "Missatger no violent" de les Nacions Unides i un "Emissari de la consciència" per Amnistia Internacional. En 2010, ell i el seu Enginyer d'Àudio, Julio Monroy, van gravar l'àlbum "Las voces del Salado". El disc va ser gravat als Montes de María amb la gente de la caseria El Salado, que van estar involucrats en la Masacre d'El Salado de 2000.

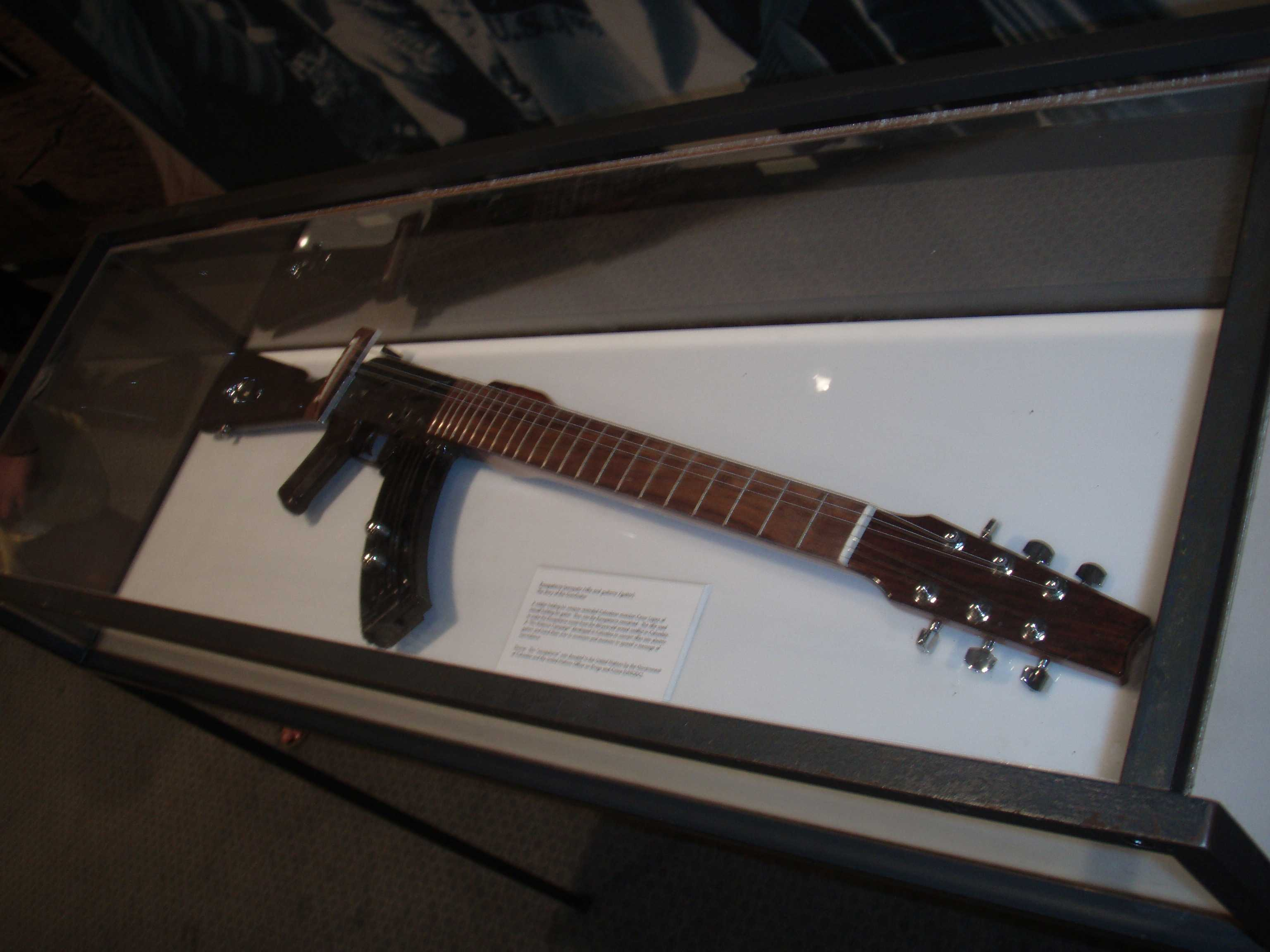
Una escopetarra, exposada a la seu de les Nacions Unides.

López és el creador de l'Escopetarra, un instrument musical en gran part simbòlic que és un fusell AK-47 convertit en guitarra. Fins al moment, només s'han produït unes poques dotzenes d'aquestes guitarres, però una vegada completades, López pretén donar les guitarres a músics d'alt perfil d'arreu del món, com Juanes, Fito Páez, Bob Geldof i Manu Chao, i a líders religiosos i polítics com Kofi Annan.